# 4721 Atahualpa
A 4721 Atahualpa (ideiglenes jelöléssel 4239 T-2) a Naprendszer kisbolygóövében található aszteroida. Cornelis Johannes van Houten,  Ingrid van Houten-Groeneveld,  Tom Gehrels fedezte fel 1973. szeptember 29-én.